# بخش کنکورد، دوج کانتی، مینه سوتا
بخش کنکورد (به انگلیسی: Concord Township) یک منطقهٔ مسکونی در ایالات متحده آمریکا است که در شهرستان دوج، مینه‌سوتا واقع شده‌است.
 بخش کنکورد ۹۵٫۵ کیلومتر مربع مساحت و ۵۸۷ نفر جمعیت دارد و ۳۶۴ متر بالاتر از سطح دریا واقع شده‌است.